# بيث نيوجنت
بيث نيوجنت (بالإنجليزية: Beth Nugent)‏ (1958)؛ كاتِبة وروائية أمريكية.